# R/dataisbeautiful

Mapa de calor mundial de temperatures globals mitjanes, per mes i any. Publicat originalment a r/dataisbeautiful

r/dataisbeautiful, també conegut com Data Is Beautiful, és un subredit dedicat a treballs de visualització de dades estèticament agradables. Es va crear el 2012, i el gener de 2020 tenia més de 14 milions de membres.
El subredit r/dataisbeautiful requereix que els usuaris presentin visualitzacions que estiguin acreditades clarament tant la persona que ha creat la visualització com la font de les dades en què es basa. Si algú envia una visualització que ha creat ell mateix, les regles obliguen a posar "[OC]" al títol de l'enviament i a identificar la font de dades i l'eina de programari que han utilitzat per crear-la.
Un article de VentureBeat del 2014 assenyalava que r/dataisbeautiful "... té com a objectiu recopilar el millor del web en un recull diari de magnífiques visualitzacions de dades". L'article també afirmava que el subredit ha "descobert les millors maneres de visualitzar històries que provoquen pensaments i actualitats". El novembre de 2019, la decisió dels moderadors de r/dataisbeautiful de prohibir temporalment els gràfics de gràfics de barres animats que mostren la posició relativa de les entitats en una llista al llarg del temps (les anomenades curses de diagrames de barres) va rebre l’atenció de The Next Web. El gener de 2020, Eleanor Peake va assenyalar que, atès que el subredit havia rebut tants enviaments per part dels usuaris de Tinder que representaven les seves experiències a l’aplicació, un usuari de Reddit va configurar un subredit separat per complet dedicat a les visualitzacions de dades relacionades amb Tinder. El National Post i Vice han informat de publicacions individuals rellevants d'aquest subredit.